# Daniel Stern
Daniel Jacob Stern, ameriški igralec, umetnik, režiser in scenarist, * 28. avgust 1957, Bethesda, Maryland, ZDA.                                                                                                           
Stern je najbolj znan po svojih vlogah kot vlomilec Marv v filmih Sam doma 1 (1990) in Sam doma 2: Izgubljen v New Yorku (1992) ter Phil Berquist v filmih City Slickers (1991) in City Slickers 2: The Legend of Curly's Gold (1994). Upodobil je tudi glas odraslega Kevina Arnolda v televizijski seriji Čudovita leta in glas Dilberta v istoimenski animirani seriji. Drugi filmi, v katerih je Stern igral, so Odmik (1979), Spomini na zvezdni prah (1980), Večerja (1982), Hannah in njegove sestre (1986), Vojna v Milagro Beanfieldu (1988), Coupe de Ville (1990) in Zelo slabe stvari (1998). Kot režiser filma Novinec leta je gostoval v intervjuju. 
Stern je osvojil Nagrado za filme za odrasle, za film Biči (2010) ameriško nagrado za komedijo, za film City Slickers (1991) in kanadsko filmsko nagrado za film James vs. His Future Self (2019).
Stern je poročen in ima tri otroke.